# Кутерля
Кутерля — река в России, протекает в Оренбургской области. Устье реки находится в 156 км по левому берегу реки Ток. Длина реки составляет 13 км. Площадь водосборного бассейна — 52,2 км².

## Происхождение названия
Гидроним образован от башкирского кутер — «трясина» при помощи аффикса наличия «ле». Перевод — «Трясинная». По реке получил название посёлок Кутерля Оренбургской области.

## Данные водного реестра
По данным государственного водного реестра России относится к Нижневолжскому бассейновому округу, водохозяйственный участок реки — Самара от Сорочинского гидроузла до водомерного поста у села Елшанка. Речной бассейн реки — Волга от верховий Куйбышевского водохранилища до впадения в Каспий.
Код объекта в государственном водном реестре — 11010001012112100007003.